# Лудгарда Мекленбургская
Лудгарда Мекленбургская (нем. Ludgarda von Mecklenburg, пол. Ludgarda meklemburska; около 1316 — между 3 июня 1362 и 26 января 1369 года) — принцесса из Мекленбургского княжеского дома, жена князя Бытомского и Козленского Владислава Бытомского (1277/1283 — до 8 сентября 1352).

## Биография
Существуют две версии происхождения Лудгарды. По одной она была дочерью Генриха II Льва, князя Мекленбургского от второго брака с Анной Саксен-Виттенбергской, дочерью Альбрехта II, герцога Саксонского. В литературе также есть мнение, что она была дочерью Прибыслава II Мекленбургского, сеньора Пархим-Рихенберга и Екатерины Померанской. О происхождении Лудгарды известно только из двух папских булл 1328 и 1342 годов, из которых следует, что она находилась в родственных отношениях с Оттоном I, герцогом Померанским и первой женой Владислава Бытомского Беатрисой Бранденбургской, дочерью маркграфа Бранденбургского Оттона V Длинного.
Около 6 апреля 1328 года Лудгарда стала женой Владислава Бытомского, князя Бытомского и Козленского. Брак был заключен, вероятно, при участии короля Польши Владислава I Локетека в период его сближения с князьями Западной Померании (Мекленбурга). При жизни мужа о ее деятельности ничего не известно. После смерти мужа в 1352 году Лудгарда проживала в Бытоме, где пользовалась уважением, и продолжала именоваться княгиней Бытомской.
Точная дата смерти Лудгарды не установлена. Предполагается, что она умерла между 3 июня 1362 года (последнее упоминание о ней как о живой) и до 26 января 1369 года. Поскольку последние годы она провела в Бытоме, следует предположить, что она была похоронена в одной из бытомских церквей.
От брака с Владиславом Бытомским у Лудгарды было пятеро детей:
- Агнесса (ок. 1328—1362), аббатиса в Тшебнице (1348)
- Катарина (1329/1330 — после 1377), аббатиса в Тшебнице (1362)
- Болеслав Бытомский (ок. 1330—1355), князь козленский (1342/1347—1355) и бытомский (1352—1355)
- Беатриса (ок. 1335—1364), жена с 1357 года графа Бертольда IV Хардегга (ум. 1374)
- Еленца (ум. после 1339), монахиня в Рацибуже.